# Chubasco

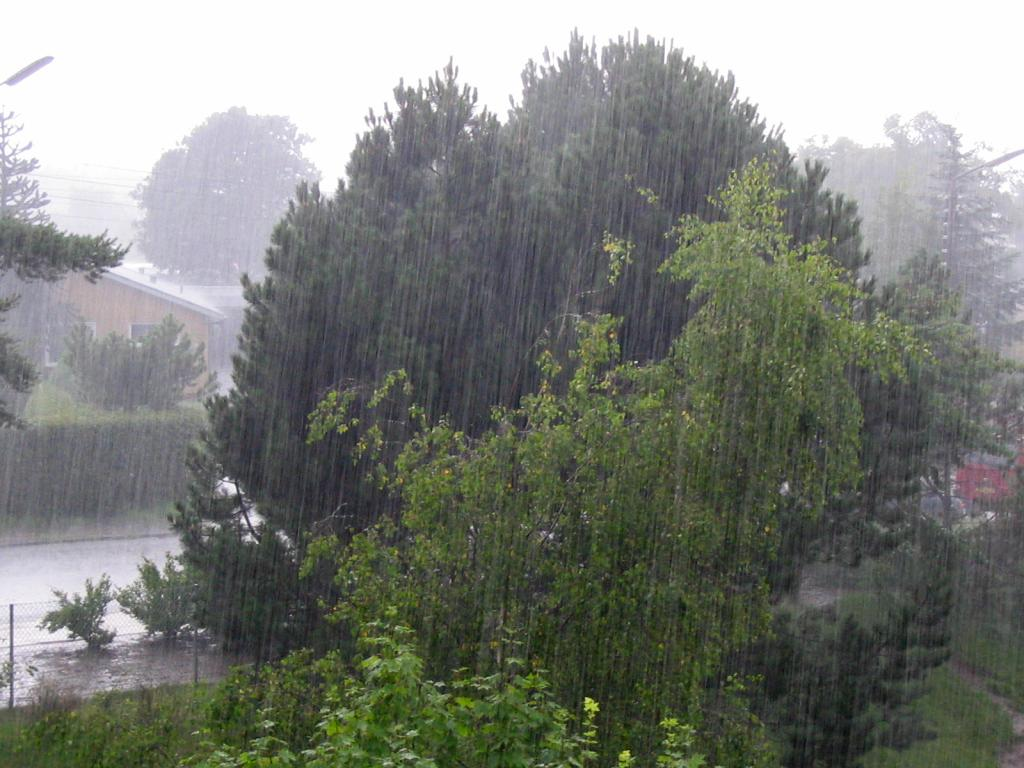
Un chubasco común descargando la precipitación tras un caluroso día.

El chubasco, también conocido como aguacero o chaparrón, es un tipo de precipitación cuyas características principales son su gran intensidad y la rapidez con la que aparece y con la que finaliza. La precipitación es en forma líquida (lluvia) y cuando está acompañada de granizo es preferible usar el término granizada.

## Concepto
- En el Diccionario de términos geográficos de F.J Monkhouse este término aparece como chaparrón:

Chaparrón. Nombre con que se designa a un aguacero repentino y violento. El área afectada suele ser bastante reducida, dado que el chaparrón es debido a una intensa corriente local, ascendente por convección, que normalmente va acompañada de abundante aparato eléctrico.

- En el Tomo 4 del Diccionario Enciclopédico Salvat, duodécima edición (1967), se hace referencia al chubasco como un término procedente del gallego chuvasco, de chuva, lluvia:

Un chubasco es un chaparrón o aguacero con mucho viento... Nubarrón oscuro y cargado de humedad que suele presentarse en el horizonte repentinamente, empujado por un viento fuerte y que no siempre se resuelve en agua, por lo cual se denomina unas veces chubasco de agua y otras chubasco de viento.

- Una explicación más completa de este término meteorológico la ofrece Pablo Vila en su obra más destacada, Geografía de Venezuela, aunque hace más énfasis en los fuertes vientos que acompañan a los chubascos, que en las intensas lluvias que también se presentan durante breve tiempo:

Los chubascos. Ciertos vientos impetuosos se dejan sentir de vez en cuando a través de algunas regiones del país; son los llamados chubascos. Se trata de vientos propios de la estación lluviosa... Son vientos fuertes, de 10 a 25 m por segundo y van acompañados casi siempre por lluvias... Ernesto Sifontes los ha calificado como verdaderos ciclones en miniatura. Uno de estos chubascos en el Territorio Amazonas (ahora Estado Amazonas) ocasionó la muerte del notable viajero y explorador venezolano Francisco Michelena y Rojas. En septiembre de 1876, siendo gobernador de aquella región, en un recorrido por la divisoria de aguas entre los ríos Orinoco y Guainía, hiriólo gravemente una rama desgajada por el vendaval, a consecuencia de lo cual murió unas horas después en el pueblo de Yavita.

## Características
Entre las principales características de los chubascos podemos citar su brevedad, la intensidad de la lluvia, los fuertes vientos, la intermitencia y su escasa extensión sobre la superficie terrestre.  

### Brevedad del fenómeno
Se trata de un típico fenómeno de convección producido por una nube de desarrollo vertical, generalmente un cumulonimbo. En el desarrollo de este tipo de nube se presenta inicialmente el ascenso de aire caliente y húmedo debido a la concentración de calor en un área de la superficie terrestre relativamente reducida. Dicho ascenso produce inmediatamente un feedback o retroacción que acelera el proceso inicial de convección, es decir, de ascenso de calor transportado por la masa nubosa. Esta retroacción o realimentación se manifiesta mediante el descenso de aire muy frío y seco desde la cúpula del cumulonimbo hacia abajo alrededor del mismo y es ese aire frío, pesado y seco el que acelera el proceso de alimentación del propio cumulonimbo al introducirse como una cuña bajo el aire caliente de la superficie, fenómeno con el cual se acelera el proceso de convección, es decir, el proceso de conducción de calor en sentido vertical en la atmósfera. 
En Venezuela y, en especial, durante la época de lluvias, los chubascos son muy frecuentes y de breve duración. Precisamente, en la canción Chubasco llanero se hace referencia a la brevedad de este tipo de lluvia.

### Intensidad de la lluvia
Aunque no se puede decir que existe una correspondencia exacta entre la intensidad de un chubasco con la menor o mayor duración del mismo, lo cierto es que existe de alguna manera dicha correspondencia por la sencilla razón de que todos los fenómenos que originan las depresiones o ciclones atmosféricos tienen el mismo origen independientemente de su tamaño y duración. Así, un ciclón de reducida extensión o radio de giro puede dar origen a un tornado de gran violencia y muy destructivo aunque de breve duración mientras que un cumulonimbo de cierta extensión tendrá una duración mayor y sus efectos serán menos destructivos pero repartidos en una superficie mayor. La lluvia, el viento en la base del chubasco, la tormenta eléctrica y otros meteoros constituyen las maneras por las que se va disipando la energía almacenada en la masa nubosa.

### Vientos en la superficie
Los vientos durante los chubascos pueden ser muy fuertes aunque de escasa duración. La gran velocidad que alcanzan los vientos durante un chubasco se debe a que el motor que da origen al ascenso convectivo de la nube que origina ese chubasco es el propio descenso de aire frío de la propia cima de la nube que da origen al aguacero o chubasco: cuando se trata de nubes de convección, el ascenso de la masa nubosa que produce su enfriamiento y consiguiente precipitación, siempre se origina por el descenso previo de aire frío procedente de la parte superior de dicha nube. Es por ello que ese descenso de aire frío (su temperatura es la correspondiente al aire frío y pesado que se encuentra en la parte superior de la nube) se deja sentir como ráfagas de aire muy frío y seco que preceden al chubasco.

### Intermitencia

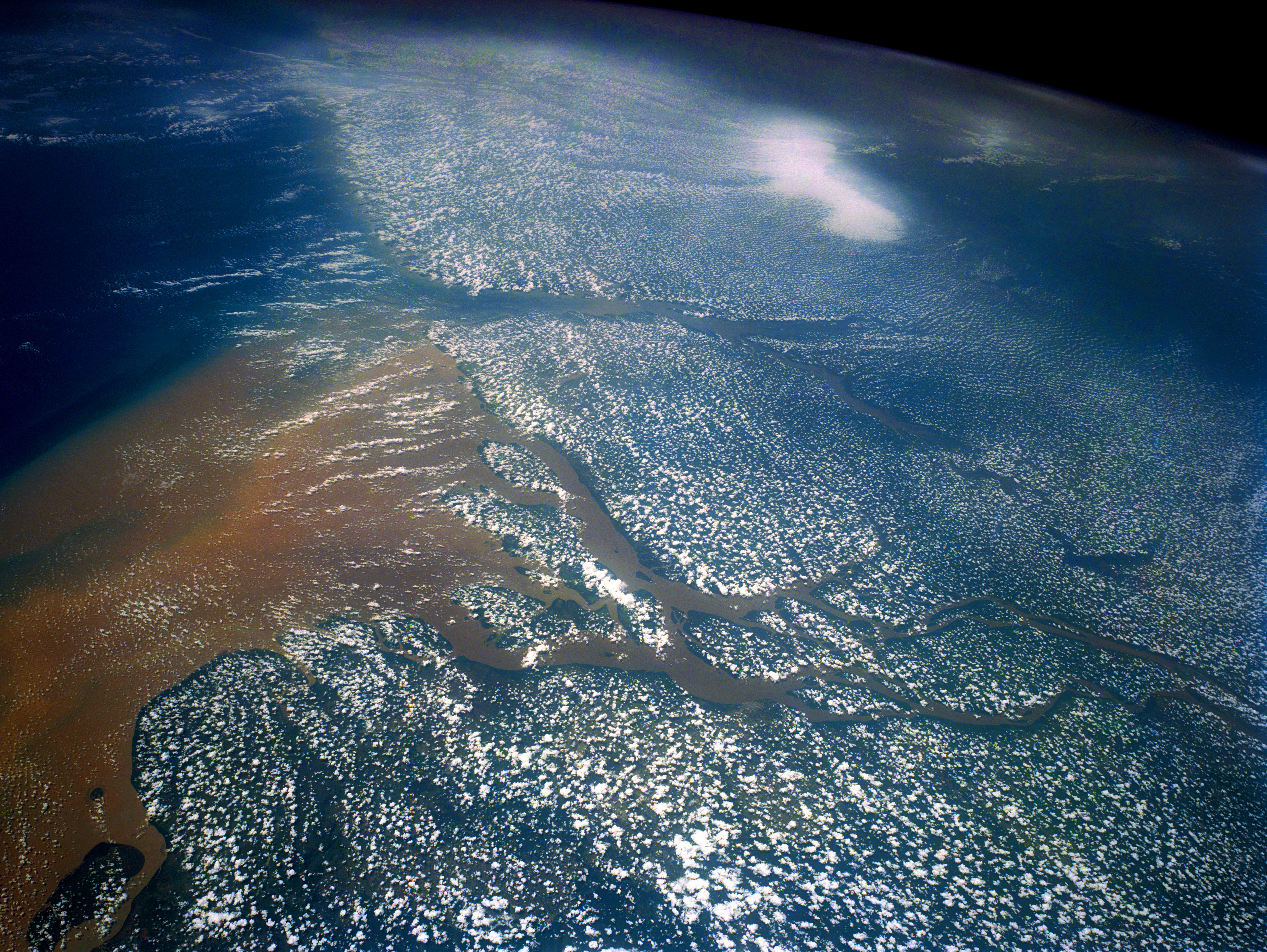
Desembocadura en el Atlántico del río Amazonas. Puede verse en la imagen satelital la carencia de nubes sobre los grandes ríos, fenómeno explicado en el artículo sobre la diatermancia ya que estos ríos actúan durante las horas de la mañana como áreas anticiclónicas (no hay convección sino subsidencia del aire) y ello impide o limita la formación de nubes sobre esos ríos

En la zona intertropical (aunque no solo en ella) se puede ver fácilmente durante las tardes de la época lluviosa, el desplazamiento de los cumulonimbos como si fuera un tren de nubes. Este desplazamiento constituye un proceso de muy fácil explicación:
- En horas de la madrugada y la mañana, los vientos son muy débiles o inexistentes (calmas). Ello se debe a la situación anticiclónica típica en las noches y en las madrugadas (subsidencia de aire frío más pesado dejando el cielo libre de nubes), explicada en el artículo sobre la diatermancia.
- A medida que el sol calienta la superficie terrestre comienza a producirse la convección que produce las nubes típicas en esa situación (cúmulos). El desplazamiento de dichas nubes por los vientos se produce de este a oeste, la misma dirección del movimiento aparente del sol ya que es la radiación solar la que va ocasionando ese calentamiento de la superficie terrestre y el consiguiente proceso de convección.
- Inicialmente, los cúmulos se desplazan a baja velocidad a partir de media mañana, alcanzando su máxima velocidad a media tarde (2 a 3 de la tarde, hora solar), comenzando entonces a disminuir poco a poco (al alejarse hacia el oeste la fuente de la radiación solar).
- Los cúmulos son las nubes de convección típicas durante las horas iniciales de todo el proceso, pero con su desplazamiento de este a oeste, van acumulando energía en forma del agua que forma esas nubes (proceso conocido como calor de vaporización) y transformándose en nubes de un mayor desarrollo vertical que llegan a convertirse en cumulonimbos. Este es el fenómeno señalado (aunque no bien explicado) por el meteorólogo Jacob Bjerknes cuando habla de la "ralentización" de los alisios. Es un proceso simple: lo que los alisios pierden en velocidad lo ganan en altura y generan un incremento de la convección, es decir, un aumento del desarrollo vertical de las nubes.
- Por último, los cumulonimbos generan chubascos a su paso con lo que van perdiendo energía y se van deteniendo poco a poco, pero esos chubascos han dejado una huella ovalada acuosa en el suelo (charcas y lagunas) que actúa (lo mismo que los ríos en la imagen satelital de la desembocadura del Amazonas) como un área anticiclónica que impide que nuevos cumulonimbos descargue su lluvia allí: el cumulonimbo que sigue rodea por la derecha la zona ovalada dejada por la lluvia precedente dando origen así a una repartición bastante homogénea de las precipitaciones a lo largo y ancho de la cuenca amazónica.
- En resumen, todos estos procesos dan lugar a fenómenos relacionados con los chubascos y que han sido desarrollados por numerosos autores como Pablo Vila, Antonio W. Goldbrunner y otros.

En España, Antonio Machado se refiere a la intermitencia de los chubascos (entre nublado y nublado hay trozos de cielo añil) en su conocida poesía En abril, las aguas mil:

Son de abril las aguas mil

sopla el viento achubascado

y entre nublado y nublado

hay trozos de cielo añil.

### Extensión limitada
Se trata de una consecuencia de la brevedad del fenómeno pero también explica la repartición bastante homogénea de las precipitaciones en las amplias llanuras de la zona intertropical, como es el caso de la Amazonia en el Brasil y en otros países de América del Sur. Dicha repartición ha intrigado a numerosos meteorólogos que han elaborado diversas teorías acerca de la enorme distancia que tienen que cubrir las nubes desde el océano Atlántico hasta el sur de Colombia, oriente de Ecuador y la Amazonia peruana y boliviana (unos 5000 km o más).

## Causas e intensidades
Los chubascos son la consecuencia de la inestabilidad que puede existir en la atmósfera. Se trata de una forma típica de lluvia de convección. Suelen producirse en días soleados y calurosos y se deben a la formación de nubes de desarrollo vertical (cumulonimbus). La precipitación suele producirse durante la tarde y a comienzos de la noche; en el mar se forman tras el paso de un frente frío. Según el grado de inestabilidad que haya en la atmósfera, pueden ir acompañados de tormentas e incluso granizo. A veces la precipitación puede contener partículas de barro que, cuando el agua se evapora, se quedan incrustadas en los vidrios u otros objetos.

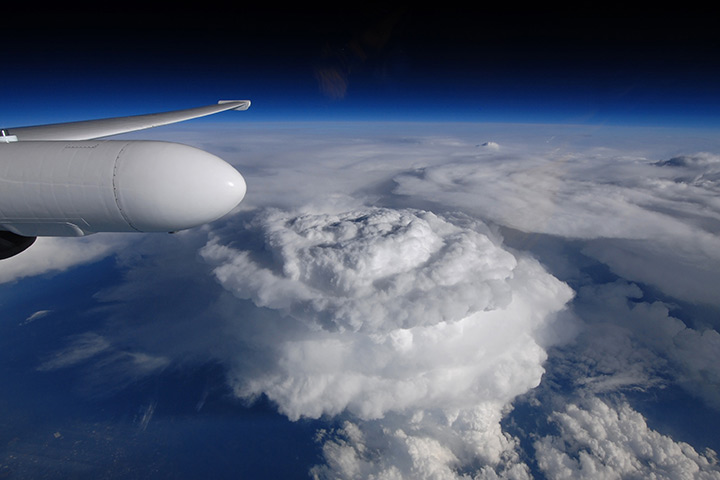
Un cumulonimbo de gran desarrollo vertical pero de extensión relativamente reducida. Su gran altura puede dar origen a una lluvia de gran intensidad pero su reducido radio limitará su duración en el tiempo. Fuente: NASA.

La intensidad de la lluvia es la fuerza con la que cae la lluvia y puede variar desde una llovizna fina hasta un aguacero torrencial. En el caso de los chubascos o aguaceros se trata de lluvias breves de gran intensidad pero cuya duración puede modificar sustancialmente los efectos de la misma. Los chubascos pueden tener diferentes intensidades pero casi siempre existe una relación inversa entre intensidad y duración:
- Chubascos moderados: la precipitación es > 2 y ≤ 15 mm.
- Chubascos fuertes: la precipitación es > 15 y ≤ 30 mm.
- Chubascos muy fuertes: la precipitación es > 30 y ≤ 60 mm.
- Chubascos torrenciales: la precipitación es > 60 mm.

En un mismo chubasco, la intensidad de la lluvia puede variar considerablemente, desde una llovizna en el borde exterior hasta un chaparrón muy fuerte en su parte central: es muy frecuente que en un punto descargue un cumulonimbo una enorme cantidad de lluvia y a unos 100 metros de distancia no haya caído ni una gota. En el área donde el chubasco tiene su mayor desarrollo, el paraguas resulta poco eficiente para resguardarse de la lluvia, ya que el viento puede soplar en cualquier dirección. Es por ello que en estos casos se emplea una prenda impermeable llamada, precisamente, impermeable o chubasquero.

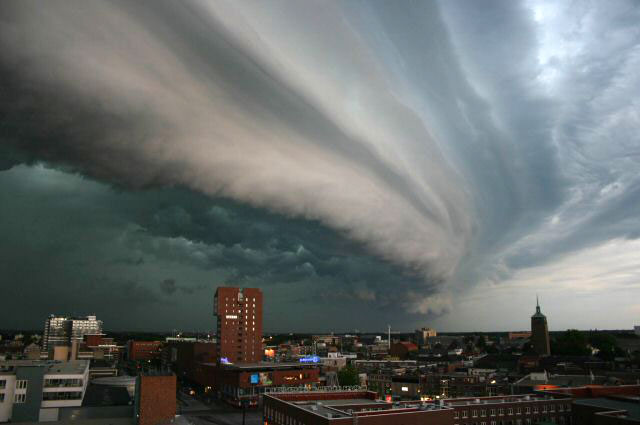
En el caso de una tormenta supercelular, el anillo exterior forma un frente con una lluvia muy intensa de breve duración (chubasco) seguida por una lluvia de menor intensidad, visible en la imagen con un color más claro.

En el caso de una tormenta supercelular, el chubasco suele producirse en el anillo exterior, que es el lugar o línea donde se concentra el aire frío descendente del propio frente nuboso con el aire cálido que va encontrando a su paso.

## Meteorología de los chubascos
Aunque los chubascos pertenecen al dominio de los conocimientos meteorológicos, los meteorólogos los consideran algo secundario en el estudio científico de su ciencia y los tratan de manera similar a una simple lluvia, a pesar de que pueden llegar a ocasionar graves daños en zonas casi siempre reducidas. El motivo de ello se debe, desde luego, a la intensidad y corta duración de la lluvia durante un chubasco o aguacero, en un espacio limitado. Una excelente descripción de un chubasco, nos la muestra el médico, ganadero y escritor venezolano Fernando Calzadilla Valdés en su obra Por los Llanos de Apure, que hace referencia a la vida en los Llanos venezolanos del estado Apure durante las últimas décadas del sigo XIX y las primeras del XX:

Ya casi completos fuimos brutalmente sobados por un fuerte chubasco confeccionado de impetuoso viento, recio aguacero, relámpagos y truenos ensordecedores, y por sobre esas calamidades una obscuridad profunda, tupida, como si fuera la noche cerrada. En la maniobra de calarme la cobija, en lucha sostenida con el ventarrón dominante, abandoné la rienda en el pico de la silla mientras me acomodaba. Apenas si distinguía delante el bulto de la madrina arreada por los compañeros, pues quedé un poco retrasado. Acomodado como pude y doblegado por el chaparrón y el viento, creía firmemente en seguir el conjunto; y cuál no sería mi sorpresa cuando al disiparse un tanto las tinieblas, me advertí íngrimo en la inmensidad, ni noticias de mi gente. Inmediatamente me di a descubrir rastro o cualquier señal de ganado en marcha, pero nada.

En la obra citada se presentan numerosos pasajes relacionados con fenómenos meteorológicos que marcan la vida de la ganadería extensiva de los Llanos venezolanos y se hace referencia, más que al clima de sabana, a los problemas específicos de los fenómenos meteorológicos: el clima de sabana es muy estable y las variaciones de lluviosidad y temperatura son y han sido relativamente escasas durante los casi 5 siglos de ocupación con fines ganaderos de la región. En cambio, las variaciones del tiempo meteorológico pueden ser bruscas y muy intensas aunque suelen siempre compensarse en el corto plazo. Por ejemplo, la amplitud térmica mensual en el clima de sabana en los Llanos nunca llega a los 3 °C, mientras que la amplitud térmica en un solo día en cualquier época del año puede sobrepasar fácilmente los 10° y hasta los 15 °C.

### Chubasco y granizada
En realidad, el chubasco y la granizada solo se diferencian en la temperatura en la cual se producen, que determina la producción o no del hielo en la precipitación. Los dos tipos de fenómenos meteorológicos son muy similares: duran muy poco (cuestión de minutos) pero son muy intensos y pueden causar grandes daños al concentrarse sus efectos en áreas reducidas. En el caso de la granizada, los efectos pueden ser muy violentos y destructivos, pero su radio de acción es más pequeño que en el caso de los chubascos. En cambio, los chubascos pueden dejar sentir sus efectos en lugares alejados a unos cuantos km de distancia por la acumulación de las aguas en las vaguadas, cauces de ríos y torrentes, canales y otras obras de infraestructura. Por ejemplo, hace algunos años, un aguacero de unos 10 minutos ocasionó severos daños en una serie de casas en una urbanización de Caracas, como informa El Universal del 19 de octubre de 2014:

La falta de mantenimiento de las alcantarillas hace que éstas colapsen con cada aguacero. El agua de la quebrada El Cuño más el agua de lluvia pasan por un solo canal que está obstruido y al no encontrar salida se mete en las casas. 

### Fenómenos relacionados con los chubascos

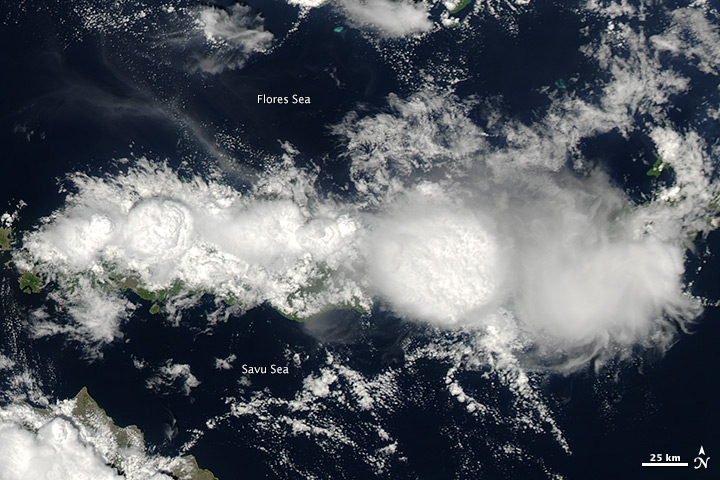
Nubes-torre (cumulonimbos) sobre la isla de Flores, en Indonesia. Nubosidad formada por convección sobre una isla volcánica donde el factor orográfico incrementa el carácter convectivo de las nubes.

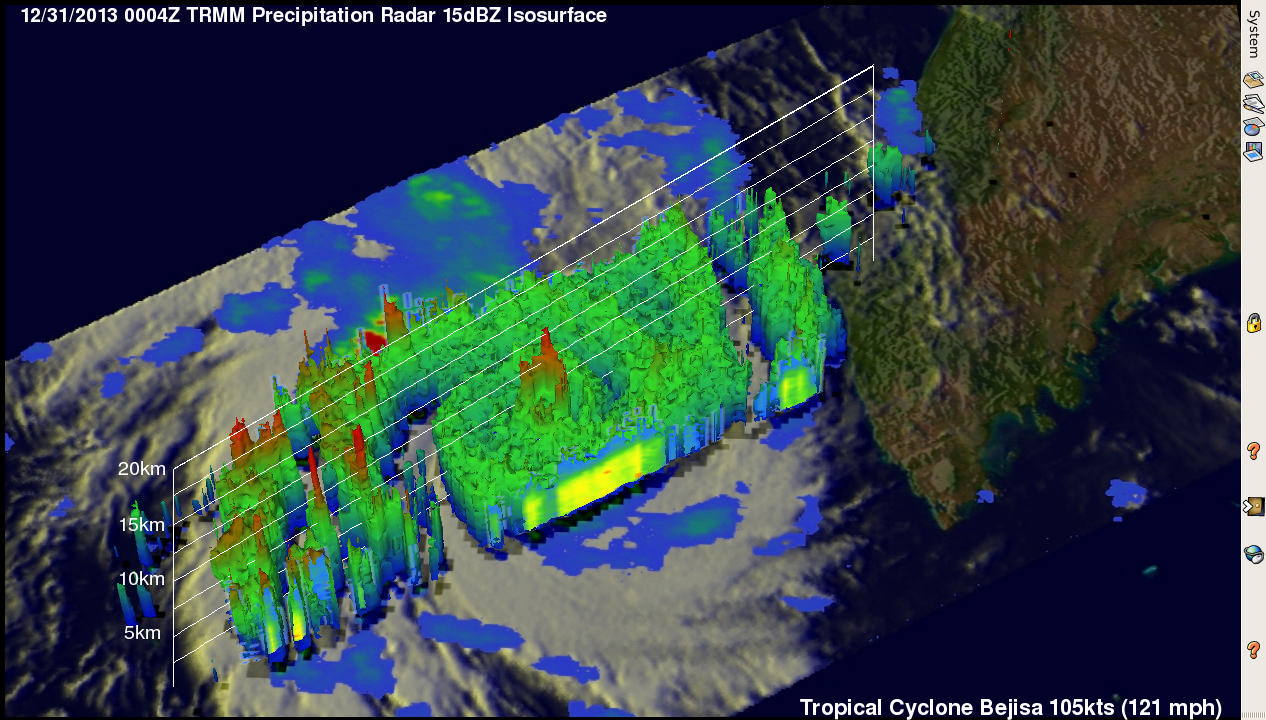
Huracán Bejisa en la parte suroccidental del Océano Índico. Representación tridimensional de la altura y energía en el área ciclónica tanto del propio huracán como de las bandas de lluvia. Puede verse que la altura en el centro del huracán es de unos 13 km, mientras que en la banda de lluvias alcanza casi 16 km.

Entre los fenómenos relacionados con los chubascos podemos citar las nubes-torre (en inglés, towering cumulus cloud o cloud towers), las bandas de lluvia en un huracán o tormenta tropical y otros. En algunas regiones de clima desértico o en áreas de relieve montañoso, los chubascos pueden dar origen a coladas de barro, derrumbes, deslaves e inundaciones. Todo ello se debe a las extraordinarias lluvias que pueden producirse en cuestión de minutos durante un chubasco o aguacero y que no se han estudiado en profundidad causando graves problemas de infraestructura, muchas veces por problemas creados en las ciudades por diseños urbanos y arquitectónicos deficientes. Y estos problemas no se limitan a las regiones montañosas o de clima árido sino a cualquier área de la zona intertropical.

## Récords registrados
| Duración    | Lluvia  | Lugar                    | Fecha                    |
| ----------- | ------- | ------------------------ | ------------------------ |
| 1 minuto    | 38 mm   | Basse-Terre, Guadalupe   | 26 de noviembre de 1970  |
| 5.5 minutos | 62 mm   | Port Bell, Panamá        | 29 de noviembre de 1911  |
| 15 minutos  | 198 mm  | Plumb Point, Jamaica     | 12 de mayo de 1916       |
| 20 minutos  | 206 mm  | Curtea de Argeș, Rumanía | 7 de julio de 1947       |
| 40 minutos  | 235 mm  | Guinea, Virginia, USA    | 24 de agosto de 1906     |
| 1 hora      | 250 mm  | Leh, Ladakh, India       | 5 de agosto de 2010      |
| 1 hora      | 144 mm  | NDA, Pune, India         | 29 de septiembre de 2010 |
| 1.5 horas   | 182 mm  | Pashan, Pune, India      | 4 de octubre de 2010     |
| 10 horas    | 1448 mm | Mumbai, India            | 26 de julio de 2005      |
| 13 horas    | 1144 mm | Foc-Foc, Reunión         | 8 de enero de 1966       |
| 20 horas    | 2328 mm | Delta del Ganges, India  | 8 de enero de 1966       |